# Nicola Ayroldi

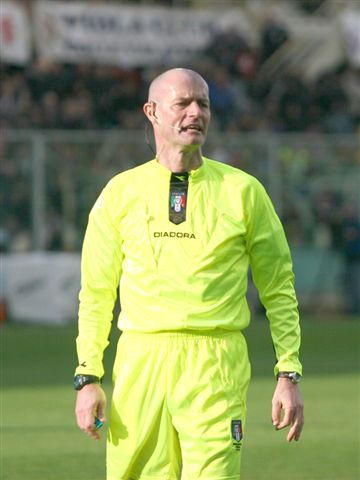

Nicola Giovanni Ayroldi (Molfetta, 2 mei 1965) is een voormalig voetbalscheidsrechter uit Italië, die actief was op het hoogste niveau van 1999 tot 2010. Ayroldi maakte zijn debuut in de hoogste afdeling van het Italiaanse voetbal (Serie A) op 9 januari 2000 in de wedstrijd Perugia–Udinese (0-5). Hij floot in totaal 99 wedstrijden in de Serie A en 115 duels in de Serie B.

## Statistieken
| Seizoen         | Competitie      | Wedstrijden | Kaarten    | Kaarten                                    | Kaarten     |
| Seizoen         | Competitie      | Wedstrijden | Kreeg geel | Kreeg voor de tweede keer geel en dus rood | Weggestuurd |
| --------------- | --------------- | ----------- | ---------- | ------------------------------------------ | ----------- |
| 1999/00         | Serie A         | 4           | 14         | 0                                          | 0           |
| 2000/01         | Serie A         | 8           | 23         | 2                                          | 3           |
| 2001/02         | Serie A         | 3           | 14         | 0                                          | 0           |
| 2002/03         | Serie A         | 9           | 38         | 0                                          | 1           |
| 2003/04         | Serie A         | 7           | 22         | 1                                          | 1           |
| 2004/05         | Serie A         | 12          | 42         | 1                                          | 9           |
| 2005/06         | Serie A         | 11          | 47         | 0                                          | 5           |
| 2006/07         | Serie A         | 18          | 71         | 4                                          | 4           |
| 2007/08         | Serie A         | 12          | 51         | 1                                          | 5           |
| 2008/09         | Serie A         | 15          | 52         | 0                                          | 2           |
| Carrière totaal | Carrière totaal | 99          | 374        | 9                                          | 30          |